# Pan-Amerikaanse kampioenschappen judo 2007
De Pan-Amerikaanse kampioenschappen judo 2007 waren de 31ste editie van de Pan-Amerikaanse kampioenschappen judo en werden gehouden in Montreal, Canada, van donderdag 24 mei tot en met zondag 27 mei 2007. 

## Resultaten

### Mannen
| Gewichtsklasse | Goud               | Zilver            | Brons                           |
| -------------- | ------------------ | ----------------- | ------------------------------- |
| – 55 kg        | Sergio Mattey      | Dagoberto Botello | Kyle Taketa John Jairo          |
| – 60 kg        | Frazer Will        | Denílson Lourenço | Javier Guédez Miguel Albarracin |
| – 66 kg        | Yordanis Arencibia | Leandro Cunha     | Sasha Mehmedovic Ludwing Ortíz  |
| – 73 kg        | Ryan Reser         | Pedro Guedes      | Nicholas Tritton Ronald Girones |
| – 81 kg        | Oscar Cárdenas     | Emmanuel Lucenti  | Aaron Cohen Mario Valles        |
| – 90 kg        | Tiago Camilo       | José Camacho      | Garry St. Leger Jorge Benavides |
| – 100 kg       | Oreidis Despaigne  | Leonardo Leite    | Keith Morgan Teofilo Diek       |
| + 100 kg       | Daniel Hernandes   | Óscar Brayson     | Kirk Hoffmann Joel Brutus       |
| Open           | Carlos Honorato    | Óscar Brayson     | Franklin Perez Adler Volmar     |

### Vrouwen
| Gewichtsklasse | Goud             | Zilver             | Brons                            |
| -------------- | ---------------- | ------------------ | -------------------------------- |
| – 44 kg        | Maria Velasquez  | Alexa Liddie       | Andrea Madgett                   |
| – 48 kg        | Yanet Bermoy     | Daniela Polzin     | Glenda Miranda Lisseth Orozco    |
| – 52 kg        | Sheila Espinosa  | María García       | Erika Miranda Flor Velazquez     |
| – 57 kg        | Valerie Gotay    | Danielle Zangrando | Yadinys Amaris Yagnelis Mestre   |
| – 63 kg        | Driulis González | Daniela Krukower   | Isis Barreto Jessica García      |
| – 70 kg        | Yuri Alvear      | Mayra Aguiar       | Ronda Rousey Onix Cortés         |
| – 78 kg        | Edinanci Silva   | Yurisel Laborde    | Lorena Briceño Marylise Lévesque |
| + 78 kg        | Ibis Dueñas      | Melissa Mojica     | Carmen Chalá Vanessa Zambotti    |
| Open           | Idalys Ortíz     | Priscilla Marques  | Amy Cotton Heidi Moore-Seibold   |

## Medaillespiegel
| Plaats | Land                   | Goud | Zilver | Brons | Totaal |
| 1      | Cuba                   | 8    | 3      | 4     | 15     |
| 2      | Brazilië               | 4    | 8      | 1     | 12     |
| 3      | Verenigde Staten       | 2    | 1      | 7     | 11     |
| 4      | Venezuela              | 2    | 1      | 4     | 7      |
| 5      | Colombia               | 1    | 1      | 4     | 6      |
| 6      | Canada                 | 1    | 0      | 6     | 7      |
| 7      | Argentinië             | 0    | 2      | 1     | 3      |
| 8      | Dominicaanse Republiek | 0    | 1      | 3     | 4      |
| 9      | Puerto Rico            | 0    | 1      | 1     | 2      |
| 10     | Ecuador                | 0    | 0      | 2     | 2      |
| 11     | Mexico                 | 0    | 0      | 1     | 1      |
| 11     | Haïti                  | 0    | 0      | 1     | 1      |
| Totaal | Totaal                 | 18   | 18     | 35    | 71     |